# 沢本忠雄
沢本 忠雄（さわもと ただお、1935年7月2日 - 2022年6月5日）は、日本の俳優。三重県松阪市出身。白木万理は元妻にあたる。

## 来歴・人物
1958年、日本大学芸術学部（映画科・演出/シナリオ）卒業。日活に入社。公式のデビュー作は南田洋子主演で、南田の弟役を演じた『雌花』（1957年、阿部豊監督作品）であるが、その前に同じ南田主演の『素足の娘』でエキストラ出演している。そのエキストラ出演で阿部に認められて『雌花』に起用されたという。
1958年に『十代の恋よさようなら』（小林桂三郎監督作品）にて初主演。以後は『嵐を呼ぶ友情』、『群衆の中の太陽』、『青春蛮歌』、『祈るひと』等、数々の作品に出演し、日活映画の顔となる。当初は小林旭、川地民夫ら「三悪トリオ」として売り出されたが、沢本は小林らと違ってアクションは不得手であり、その点で苦労はあったという。
1963年、日活を退社してフリーとなる。『さよならはダンスの後で』（松竹）など映画主演38本、準主演25本。計63本に出演した。
日活退社後は『あかんたれ』や『どてらい男』など花登筺作品の常連俳優などとしても活躍した。
沢本の語るところによれば、沢本の日活入社は大学3年の時、日本大学の学生食堂に貼り出されていた日活助監督募集の広告を見て応募したのがきっかけであった。その為、沢本も俳優よりも裏方の映画制作の側になることを望んでいたという。しかし南田の弟役としてデビューを飾ると、その後も沢本は日活映画の俳優として活躍するものの、望みを捨てきれず日活の役員に相談したら「君にいくらかかっていると思うんだ!」と主演作の宣伝費の金額を告げられ、諦めざるを得なかったという。
2001年12月にリゾートトラストの会員制リゾートホテル「エクシブ鳥羽&アネックス」に企画プロデューサーとして就任し、CS（顧客満足）執行委員長を務めた。
2018年の記事では「元俳優」と表記されている。2022年6月5日、肺炎のため死去した。86歳没。

## 賞歴
- 1957年：映画スター新人賞
- 読売テレビ賞 - 『道頓堀』
- 大阪記者協会賞 - 『あかんたれ』

## 出演

### 映画
- 素足の娘（1957年）
- 雌花（1957年12月）
- 十代の罠（1957年12月）
- 十代の恋よさようなら（1958年2月）
- 春泥尼（1958年2月）
- 陽のあたる坂道（1958年4月）
- 少女と風船（1958年4月）
- チャンチキおけさ（1958年7月）
- 夜は俺のものだ（1958年7月）
- 男のブルース（1958年9月）
- 東京は恋人（1958年9月）
- 別れの燈台（1958年10月）
- 俺らは流しの人気者（1958年10月）
- 危険な群像（1958年12月）
- 嵐を呼ぶ友情（1959年1月）
- 実いまだ青し（1959年2月）
- 祈るひと（1959年2月）
- 群集の中の太陽（1959年3月）
- 二連銃の鉄（1959年4月）
- 若い豹のむれ（1959年6月）
- 事件記者（1959年7月）
- 事件記者 真昼の恐怖（1959年8月）
- 青春蛮歌（1959年9月）
- 事件記者 仮面の脅迫（1959年9月）
- 夜霧の空港（1959年9月）
- 事件記者 姿なき狙撃者（1959年10月）
- 事件記者 影なき男（1959年11月）
- 事件記者 深夜の目撃者（1959年12月）
- 事件記者 時限爆弾（1960年1月）
- 事件記者 狙われた十代（1960年2月）
- 飢えた牙（1960年2月）
- 拳銃無頼帖 抜き射ちの竜（1960年2月）
- 刑事物語 灰色の暴走（1960年3月）
- 今夜の恋に生きるんだ（1960年4月）
- 素晴らしき遺産（1960年5月）
- お嬢さんの散歩道（1960年6月）
- 浅草姉妹（1960年7月）
- 一匹狼（1960年8月）
- 闇を裂く口笛（1960年9月）
- 情熱の花（1960年11月）
- 美しき抵抗（1960年12月）
- 俺の血が騒ぐ（1961年1月）
- ろくでなし稼業（1961年3月）
- 警察日記 ブタ箱は満員（1961年3月）
- 東京ドドンパ娘（1961年5月）
- 七人の挑戦者（1961年7月）
- ヨットとお転婆娘（1961年8月）
- 銀座ジャングル娘（1961年8月）
- 真昼の誘拐（1961年10月）
- カミナリお転婆娘（1961年11月）
- さすらい（1962年2月）
- 事件記者 拳銃貸します（1962年2月）
- 事件記者 影なき侵入者（1962年4月）
- 大氷原（1962年4月）
- 遙かなる国の歌（1962年7月）
- 若い旋風（1962年10月）
- 十代の河（1962年11月）
- 親分を倒せ（1963年6月）
- 夜霧のブルース（1963年6月）
- 波浮の港（1963年9月）
- 結婚作戦業務命令（1963年10月）
- 噂の風来坊（1964年4月）
- その口紅が憎い（1965年5月）
- 求婚旅行（1965年10月）
- さよならはダンスの後に（1965年12月）
- 空いっぱいの涙（1966年5月）
- 妾二十一人 ど助平一代（1969年3月）
- 王様の漢方（2002年10月）

### テレビドラマ

#### レギュラー出演
- 我が青春（NHK）
- 沓掛時次郎（NHK）
- 判決（1962年 - 1966年、NETテレビ）
- 月よりの使者（1966年、フジテレビ）
- 体の中を風が吹く（1966年 - 1967年、東海テレビ）
- 道頓堀（1968年 - 1969年、読売テレビ）
- 帰らざる雲（1971年、東海テレビ）
- どてらい男（1973年 - 1977年、関西テレビ）
- あかんたれ（1976年 - 1977年、東海テレビ）
- 続・あかんたれ（1978年、東海テレビ）
- バブル（2001年、NHK） - 国枝正晴

#### 単発・ゲスト出演
- 東芝日曜劇場100回記念『襟裳岬』（1962年、北海道放送） - 芸術祭参加作品。テレビ初主演
- 田園に死す（1962年、日本テレビ、作：寺山修司）
- キイハンター 第231話「真夜中、むごく静かに殺せ！」（1972年、TBS / 東映） - 藤田
- テレビ指定席『下町』（1963年7月6日、NHK）
- 暗闇仕留人 第23話「晴らして候」（1974年、ABC / 松竹） - 間宮伝九郎
- そば屋梅吉捕物帳 第5話「夜空に消えた父娘星」（1979年、12ch / 国際放映） - 伊助
- 連続テレビ小説（NHK）
  - よーいドン（1982年 - 1984年、NHK大阪）
  - 心はいつもラムネ色（1984年 - 1985年、NHK大阪）
  - あすか（1999年 - 2000年、NHK大阪）
- 新・なにわの源蔵事件帳 第4話「船場の秋」（1983年、NHK大阪）
- 微笑は風のように（1984年、フジテレビ）
- 火曜サスペンス劇場「母の誘拐」（1984年、日本テレビ） - 園井司郎
- 嫁・姑・女たちの激闘（1986年、日本テレビ）
- 水戸黄門 第28部（2000年、TBS）
- ダイエット三姉妹の旅情事件簿（2000年、テレビ朝日） - 天地信二
- 天国への階段（2002年、読売テレビ） - 高畑
- 税務調査官・窓際太郎の事件簿9（2002年、TBS） - 赤松龍一郎

### テレビその他
- ジェスチャー（NHK）レギュラー
- 歌のグランド・ヒットショー（NETテレビ）司会
- モーニング・スポーツ（NETテレビ）司会

### 舞台
- お染久松（久松役） - 共演:江利チエミ
- スター誕生 - 共演:江利チエミ
- サザエさん - 共演:江利チエミ
- 細雪 - 共演:新珠三千代・八千草薫・池内淳子 ※800回連続公演
- 雪夫人絵図 - 共演:岡田茉莉子
- 昔も今も - 共演:十朱幸代
- 女系家族 - 共演:小川知子
- 満点の恋 - 共演:佐久間良子
- 女達の夜明け - 共演:山本陽子
- 未亡人 - 共演:市原悦子
- 菊亭八百善の人々 - 共演:山本陽子
- あかんたれ
- 道頓堀
- どてらい男
- 王子と踊子
- サウンド・オブ・ミュージック

## 著書
- 役者人生 ひとり旅（2010年、夕刊三重新聞社） ISBN 978-4896580006